# 児嶋恒吉
児嶋 恒吉（こじま つねきち、明治43年（1910年）9月9日 - 平成3年（1991年）7月15日）は鳥取ガス株式会社の第3代社長。昭和52年（1977年）に黄綬褒章受章。
鳥取県の文化活動の中心として活躍した実業家。文化人。著書『黙堂閑話』。鳥取市出身。
昭和7年（1932）合名会社児嶋商店を継ぐ。昭和28年（1953）に鳥取ガス株式会社代表取締役社長、同年鳥取ガス産業株式会社代表取締役社長に就任し、ガス供給事業に尽力。昭和49年（1974）に日本ガス協会理事に就任し、ガス業界の発展に寄与した。昭和50年（1975）に君司酒造株式会社、昭和62年（1987）に鳥取ガス株式会社、昭和63年（1988）に鳥取ガス産業株式会社のそれぞれ代表取締役会長に就任。また鳥取商工会議所の常議員を長く勤めるなど、経済界の重鎮として活躍。その間、鳥取県社会教育委員、県立鳥取図書館協議会委員、県立博物館協議会運営委員長など多くの公職も歴任、鳥取県の文化振興に情熱を傾けた。中でも鳥取県立図書館、鳥取県立博物館の建設に当たっては後世に誇れるものをと文化活動の先頭に立ち、推進役を務めた。

## 生涯
- 1910（明治43）年　0歳

9月9日、鳥取市瓦町に生まれる。父と別れ、母も病死したため、幼くして祖父母のもとで養育される。
- 1914（大正3）年　4歳

4月、愛真幼稚園に入園する。尾崎悌之助と出会い、H・T・ベネットの影響を受ける。
- 1917（大正6）年　7歳

4月、鳥取市立日進小学校に入学する。
- 1923（大正12）年　13歳

3月、日進小学校を卒業する。
4月、鳥取県立第1中学校に入学する。
- 1928（昭和3）年　18歳

3月、鳥取1中を卒業する。
4月、上京して大倉高等商業学校に入学、ボート部に籍を置く。小石川の学生寮・久松学舎に入り、石破二朗と出会い、歌舞伎を観て感動する。
- 1930（昭和5）年　20歳

この頃、南宋書院を経営していた涌島義博を訪ねる。
- 1932（昭和7）年　22歳

3月、大倉高商を卒業する。
3月16日、家業の児嶋商店を継ぐ。
- 1935（昭和10）年　25歳

10月30日、鳥取酒造株式会社監査役に就任する（～23年10月26日）。
- 1938（昭和13）年　28歳

9月15日、大連製氷株式会社取締役（のち常務取締役）に就任し、大連に渡る。
- 1939（昭和14）年　29歳

6月24日、鳥取ガス株式会社取締役に就任する（～22年12月24日）。
- 1941（昭和16）年　31歳

9月22日、鳥取ガス産業株式会社取締役に就任する（～28年3月18日）。
- 1948（昭和23）年　38歳

1月、鳥取酒造㈱（4月より君司興産㈱と社名を変更）取締役に就任する（～50年11月27日）。
- 1949（昭和24）年　39歳

4月、鳥取ガス㈱に入社する。
6月20日、鳥取ガス㈱代表取締役に就任する（～28年8月1日）。
- 1952（昭和27）年　42歳

5月、鳥取都市計画事業鳥取火災復興土地区画整理審議会委員に就任する。
9月、鳥取ロータリークラブに新入会員第1号として入会する。
- 1953（昭和28）年　43歳

3月18日、鳥取ガス産業㈱代表取締役に選任される。
5月8日、中国四国ガス事業共同組合理事に就任する（～36年5月20日）。
6月3日、鳥取ガス㈱臨時株主総会で専務取締役に就任する。
8月1日、鳥取ガス㈱代表取締役社長に就任する。
- 1955（昭和30）年　45歳

2月11日、鳥取商工会議所常議員に就任する。
- 1956（昭和31）年　46歳

1月9日、君司酒造㈱取締役に就任する。
11月5日、日本ガス協会供給委員に就任する（～37年2月6日）。
11月、中国地方ガス倶楽部委員に就任する（～45年10月1日）。
11月28日、君司酒造㈱取締役副社長に就任する。
- 1958（昭和33）年　48歳

3月3日、新たに創立された日本海テレビジョン放送㈱取締役に就任する。
- 1959（昭和34）年　49歳

4月13日、鳥取県教育委員会社会教育委員に就任する。
4月、鳥取市危険物保安協会会長に就任する（～36年4月7日）。
12月4日、鳥取県立鳥取図書館協議会委員に就任する。
- 1960（昭和35）年　50歳

3月、「あれこれガス漫談」を『山陰評論』に発表。
4月、「街に赤バイを走らせよう」の運動を提唱する。
5月16日、全国初の“赤バイ”を鳥取市消防本部に寄贈する。
6月1日、鳥取県育英奨学選考委員に就任する（～40年5月23日）。
7月、「赤バイ運動は飛躍する」を『山陰評論』に発表。
- 1961（昭和36）年　51歳

1月「アンチ・カンコウ論」を『県政新聞』に発表。
5月20日、中国四国ガス事業協同組合監事に就任する（～53年5月31日）。
5月23日、日本ガス協会ガス税撤廃対策委員に就任する（～48年6月21日）。
6月3日、「おかしな夢」を『日本海新聞』に発表。
- 1962（昭和37）年　52歳

1月、「源左的なもの」を『県政新聞』に発表。
この年、鳥取県立博物館協議会運営委員に就任する。
- 1963（昭和38）年　53歳

1月「放言・毒舌　アラカルト」を『県政新聞』に発表。
2月11日、鳥取振興㈱取締役に就任する。
7月、鳥取ロータリークラブ第13代会長に就任する（～40年6月）。
- 1964（昭和39）年　54歳

1月、総合文化センター建設促進運動を提唱する。
9月、徳永職男・尾崎悌之助・藤本節男とともに総合文化センター調査委員を委嘱される。
- 1965（昭和40）年　55歳

3月、エジプト・イタリア・フランス・西ドイツ・イギリス・オランダ・デンマークの西欧諸国を視察する（～4月）
9月、「ナセルの微笑」を『大山』に発表（～10月）。
- 1966（昭和41）年　56歳

4月、尾崎悌之助・小田大吉・土師房子らと県総合文化センター建設促進期成同盟会（会長＝児嶋恒吉）を結成する。
6月、「県総合文化センターの展望について」を『県政新聞』に発表。
- 1967（昭和42）年　57歳

1月、「自嘲」を『県政新聞』に発表。
4月17日、「効果をあげる赤バイ」を『日本海新聞』に発表。
9月、アメリカ・カナダの企業と流通機構を視察する。
11月、「『おじい』のこと」を『大因伯』に発表。
- 1968（昭和43）年　58歳

1月、「アメリカの脈はく」を『山陰評論』に発表。
3月、「おそい文化センターの動きにふれて」を『大因伯』に発表。
5月1日、NHK懇話会委員に就任する（～51年12月1日）。
10月、「総合文化センターの建設をよろこんで」を『大因伯』に発表。
- 1969（昭和44）年　59歳

1月、「東京の顔」を『県政新聞』に発表。
3月11日、国鉄専用線基地共同組合理事に就任する（～55年11月26日）。
- 1970（昭和45）年　60歳

9月、「細胞人間ほか」を『大因伯』に発表。
10月1日、日本ガス協会中国地方部会幹事に就任する（～55年11月26日）。
10月、アメリカに渡り、LNGを視察する。
- 1971（昭和46）年　61歳

6月24日、中国地方生産性本部常任理事に就任する（～50年6月12日）。
- 1972（昭和47）年　62歳

4月1日、鳥取県立博物館協議会運営委員長に就任する。
- 1973（昭和48）年　63歳

5月16日、県立図書館再建期成同盟会（会長＝児嶋恒吉）を結成し、全国各地の先進図書館を視察する。
6月、ロンドンで開催された第13回世界ガス会議に出席、帰途フランスの天然ガスの現状を視察し、プラントを見学する。
9月、「暑い夏」を『大因伯』に発表。
- 1974（昭和49）年　64歳

1月10日、「カビと人生」を『日本海新聞』に発表。
4月1日、鳥取県経営者協会常任理事に就任する。
4月26日、日本ガス協会ガス記念日推進委員に就任する。
5月25日、日本ガス協会理事に就任する。
11月、「審議会設け検討を」を『県政新聞』に発表。
- 1975（昭和50）年　65歳

1月1日、「わたしの昭和史」を『日本海新聞』に発表。
2月5日、鳥取観光開発㈱取締役に就任する。
6月5日、鳥取市政懇話会委員に就任する（～56年3月31日）。
6月13日、中国地方生産性本部理事に就任する。
6月26日、全国公共図書館協議会長表彰を受ける。
8月1日、鳥取ユネスコ協会理事に就任する。
11月27日、君司酒造㈱取締役会長に就任する。
- 1976（昭和51）年　66歳

5月、「ライフワークの追跡」を『大因伯』に発表。
6月25日、鳥取商工会議所会頭表彰を受ける。
- 1977（昭和52）年　67歳

1月7日、「葉がくれ」を『日本海新聞』に発表。
3月14日、鳥取市社会教育事業団理事に就任する。
10月11日、黄綬褒章を受章する。
12月、「シティマネージャーということ」を『山陰政経レポート』に発表。
- 1978（昭和53）年　68歳

1月3日、「町田の首領」を『日本海新聞』に発表。
1月20日、鶴田憲次・井上順理・西尾優とともに鳥取図書館調査委員を委嘱される。
3月、再建期成同盟会、「鳥取市立図書館への提言」を鳥取市長に提出する。
10月、「地域におけるエネルギー政策」を『世界』に発表。
- 1979（昭和54）年　69歳

1月1日、「立てる釈迦像」を『日本海新聞』に発表。
1月、「古稀の春」を『県政新聞』に発表。
2月16日、鳥取図書館建設調査委員会「鳥取県立鳥取図書館建設調査報告書」をまとめる。
8月1日、鳥取県防災会議委員に就任する。
9月26日、「地方に生きる」を『ガス事業新聞』に発表。
10月24日、文部大臣表彰を受ける。
- 1980（昭和55）年　70歳

1月21日、「油と土と水と」を『山陰中央新報』に発表。
1月、「アマゾンの観音」を『県政新聞』に発表。
11月4日、鳥取県知事表彰を受ける。
11月26日、日本ガス協会中国地方部会副部会長に就任する。
- 1981（昭和56）年　71歳

1月、「帝王学」を『県政新聞』に発表。
- 1982（昭和57）年　72歳

4月1日、鳥取市文化センター運営協議会長に就任する。
7月、バイオの研究に取り組むことを表明する。
11月3日、鳥取市文化賞を受賞する。
- 1983（昭和58）年　73歳

1月11日、「夢にかける」を『日本海新聞』に発表。
2月、「“経営”は常に真剣勝負」を『山陰経済ウィークリー』に発表。
7月11日、発明協会鳥取県副支部長に就任する。
8月16日、発明協会評議員に就任する。
- 1948（昭和59）年　74歳

1月7日、君司酒造㈱取締役相談役に就任する。
- 1985（昭和60）年　75歳

1月6日、「旅先に思う」を『鳥取県婦人新聞』に発表。
2月、「ダンマパダ」を『大因伯』に発表。
3月、「私の社会奉仕観」を鳥取ロータリークラブ会報『鳥取』に発表。
8月9日、「県民会館の件について」の文書を知事・マスコミ・民間有力者ら160人に発送する。
10月8日、「長いものに巻かれな」を『日本海新聞』に発表。
- 1986（昭和61）年　76歳

1月、「夢のある政治を」を『県政新聞』に発表。
2月、大分県の一村一品運動を視察し、平松知事と懇談する。
5月17日、県立中央図書館建設を語り合う会（代表＝児嶋恒吉・井上順理・金田裕夫）を結成する。
9月、「県政に文化の夢を」を『県政新聞』に発表。
- 1987（昭和62）年　77歳

4月8日、「三館併設のコンペを見て」を『日本海新聞』に発表。
9月9日、鳥取ガス㈱代表取締役会長に就任する。
10月、「内がわから見た涌島さん」を『鳥取文芸』に発表。
- 1988（昭和63）年　78歳

5月25日、鳥取ガス産業㈱代表取締役会長に就任する。
11月、作品集『黙堂閑話』を刊行。
- 1989（昭和64　平成元）年　79歳

1月、「最近のロータリークラブによせて」を鳥取ロータリークラブ会報『鳥取』に発表。
- 1990（平成2）年　80歳

10月28日、涌島義博の30回忌法要を鳥取市の玄忠寺で営む。
11月21日、地域のかかえる諸問題を語る「言志会」（座長＝児嶋恒吉）を結成する。
- 1991（平成3）年　81歳

5月17日、「旧図書館を保存せよ」を『日本海新聞』に発表。
5月29日、金田裕夫・竹内道夫らと旧鳥取県立鳥取図書館を保存する会（代表＝児嶋恒吉）を結成する。
6月26日、「私は生き残りの県立図書館」を『日本海新聞』に発表。
7月15日、午前6時20分、心不全のため自宅で永眠する。法名＝顯禅機院黙堂恒心居士。
7月17日、鳥取市湯所町の天徳寺で葬儀が営まれる。
8月2日、言志会・鳥取ガス㈱・鳥取ガス産業㈱・君司酒造㈱の共催により児嶋恒吉追悼会が営まれる。